# Cueva del Rascaño
Die Cueva del Rascaño ist eine Höhle in Mirones, einem Ortsteil von Miera in Kantabrien in Spanien, die paläolithische Überreste barg. Die Basisschicht der Ausgrabungsstätte scheint aus dem Aurignacien zu stammen und in den Deckschichten befinden sich Kulturreste aus dem Solutréen und Magdalénien. Der lokale Name Rescaño, bezieht sich in Kantabrien auf eine Talenge. 
Die Höhle wurde zu Beginn des 20. Jahrhunderts entdeckt und von den archäologisch interessierten Priestern Jesús Carballo García und Lorenzo Sierra Rubio sowie vom deutschen Prähistoriker Hugo Obermaier erforscht. 
Die neueren Ausgrabungen stammen aus den 1970er Jahren und wurden von Joaquín González Echegaray (1930–2013) und Ignacio Barandiarán Maestu organisiert. Ihre Veröffentlichung stellen ein relevantes Werk zum Verständnis des Jungpaläolithikums im Norden der Kantabriens dar. 
Die Funde bestehen aus einem Satz Harpunen und verzierten Holzspeeren einem Ziegenschulterblatt, in das die Hinterhand eines Bisons eingraviert ist sowie Anhängern aus verzierten Vogelknochen und menschlichen Zähnen. 